# Byeon Myeong-jin
Byeon Myeong-jin (Koreanska: 변명진), född 12 maj 1998 i Daejeon, är en sydkoreansk professionell damvolleybollspelare. Sedan säsongen 2019-20 spelar hon för laget Daegu Metropolitan City Hall. Hon har tidigare representerat Suwon Hyundai Engineering & Construction Hillstate i sydkoranska V-League. Byeon Myeong-jin spelar som högerspiker och har tröjnummer 14.

## Klubblagskarriär
Suwon Hyundai Engineering & Construction Hillstate (2016-2019)

 Daegu Metropolitan City Hall (2019-)